# El Sidral
El Sidral är en ort i Mexiko.   Den ligger i kommunen Ciudad Valles och delstaten San Luis Potosí, i den centrala delen av landet, 270 km norr om huvudstaden Mexico City. El Sidral ligger 53 meter över havet och antalet invånare är 347.
Terrängen runt El Sidral är platt åt nordost, men åt sydväst är den kuperad. Runt El Sidral är det ganska glesbefolkat, med 48 invånare per kvadratkilometer. Närmaste större samhälle är Ciudad Valles, 17,1 km norr om El Sidral. I omgivningarna runt El Sidral växer i huvudsak städsegrön lövskog.